# Associazione Sportiva "Forte dei Marmi" 1942-1943
Questa voce raccoglie le informazioni riguardanti l'Associazione Sportiva "Forte dei Marmi" nelle competizioni ufficiali della stagione 1942-1943.

## Rosa
| N. |                   | Ruolo | Calciatore         |
| -- | ----------------- | ----- | ------------------ |
|    | Italia (bandiera) | P     | Angelo Bascherini  |
|    | Italia (bandiera) | C     | T. Benedetti       |
|    | Italia (bandiera) | A     | Leone Bertacca     |
|    | Italia (bandiera) | D     | Giovanni Bertoni   |
|    | Italia (bandiera) | A     | Vittorio Bonelli   |
|    | Italia (bandiera) | C     | Loris Carli        |
|    | Italia (bandiera) | C     | L. Dazzi           |
|    | Italia (bandiera) | C     | A. Del Vaso        |
|    | Italia (bandiera) | C     | A. Fornaroli       |
|    | Italia (bandiera) | A     | G. Giannecchini    |
|    | Italia (bandiera) | A     | Ilo Giannecchini   |
|    | Italia (bandiera) | D     | G. Maggi           |
|    | Italia (bandiera) | D     | Giuseppe Maggi (V) |
|    | Italia (bandiera) | A     | Orazio Maggi       |

| N. |                   | Ruolo | Calciatore        |
| -- | ----------------- | ----- | ----------------- |
|    | Italia (bandiera) | C     | Danilo Nardini    |
|    | Italia (bandiera) | C     | Piero Pampaloni   |
|    | Italia (bandiera) | P     | Enzo Parissi      |
|    | Italia (bandiera) | A     | Angelo Piccioli   |
|    | Italia (bandiera) | A     | Stelio Puccetti   |
|    | Italia (bandiera) | P     | Carlo Pucci       |
|    | Italia (bandiera) | C     | Giuseppe Puccioni |
|    | Italia (bandiera) | P     | A. Puliti         |
|    | Italia (bandiera) | D     | Confido Ricci     |
|    | Italia (bandiera) | P     | Bruno Rusich      |
|    | Italia (bandiera) | C     | l. Taiti          |
|    | Italia (bandiera) | A     | Sauro Taiti       |
|    | Italia (bandiera) | A     | B. Vannucci       |
|    | Italia (bandiera) | D     | Roberto Velani    |